# Cloué
Cloué ist eine französische Gemeinde mit 492 Einwohnern (Stand: 1. Januar 2022) im Département Vienne in der Region Nouvelle-Aquitaine; sie gehört zum Arrondissement Poitiers und zum Kanton Lusignan. Die Einwohner werden Clouéens genannt.

## Geographie
Cloué liegt etwa 20 Kilometer südwestlich von Poitiers am Fluss Vonne. Umgeben wird Cloué von den Nachbargemeinden Coulombiers im Norden, Marçay im Osten und Nordosten, Celle-Lévescault im Süden und Osten sowie Lusignan im Westen.

## Bevölkerungsentwicklung
| Jahr                      | 1962 | 1968 | 1975 | 1982 | 1990 | 1999 | 2006 | 2013 |
| Einwohner                 | 440  | 421  | 379  | 379  | 396  | 446  | 445  | 510  |
| Quelle: Cassini und INSEE |      |      |      |      |      |      |      |      |